# Boys in the Sand
Boys in the Sand és una pel·lícula pornogràfica gai estatunidenca de referència estrenada en els inicis de l'edat d'or de la pornografia. La pel·lícula de l'any 1971 va ser dirigida per Wakefield Poole i protagonitzada per Casey Donovan. Boys in the Sand va ser la primera pel·lícula porno gai en incloure crèdits, en aconseguir l'èxit, en ser criticada per Variety, i una de les pel·lícules porno més primerenques, després de Blue Movie (1969) d'Andy Warhol, en guanyar credibilitat entre la cultura de masses, gairebé un any abans del film Deep Throat (1972).
Produïda amb un pressupost de 8.000 dòlars, la pel·lícula és una col·lecció solta de tres segments que representen les aventures sexuals de Donovan en una platja turística gai. Promoguda per Poole amb una campanya publicitària sense precedents per a un film pornogràfic, Boys in the Sand es va estrenar a la ciutat de Nova York el 1971 i va ser un èxit crític i comercial immediat. La pel·lícula va portar Donovan al reconeixement internacional. El 1986 es va estrenar una seqüela, Boys in the Sand II, però no va ser capaç d'igualar l'èxit de l'original.
El títol de la pel·lícula és una referència paròdica de l'obra i la pel·lícula The Boys in the Band de Mart Crowley.